# Mary's Boy Child
"Mary's Boy Child", også kendt som "Mary's Little Boy Child", er en amerikansk calypsojulesang skrevet af Jester Hairston i 1956 og oprindeligt indspillet af Harry Belafonte samme år.

## Baggrund
Hairston skrev oprindeligt en calypso-sang til en fødselsdagsfest, hvor der skulle komme mange vestindere. Sangen kaldte han "He Pone and Chocolate Tea" ("pone" er en slags majsbrød). Da han senere af korlederen Walter Schumann blev bedt om at skrive en julesang til sit kor, kom Hairston i tanke om rytmen fra fødselsdagssangen og skrev nu en ny tekst til melodien. 
Harry Belafonte hørte koret synge sangen og bad om lov til at indspille den. Det skete i 1956 med henblik på udgivelsen af et kommende album, An Evening with Belafonte (1957). Sangen blev også udsendt som single og nåede førstepladsen på den britiske hitliste i november 1957. Singlen var den første, der solgte mere end en million eksemplarer i Storbritannien - den har per 2017 solgt 1,18 millioner eksemplarer. I 1962 kom sangen også med på en genudgivelse af Belafontes album To Wish You a Merry Christmas.

## Andre versioner
Sangen er indspillet af mange andre kunstnere. Den mest kendte udgave er uden tvivl disco-gruppen Boney M's version fra 1978, hvor de udgav den i et medley med "Oh My Lord". Denne udgave nåede også førstepladsen på den britiske hitliste og er en af de mest solgte julesange nogensinde i Storbritannien med 1,87 millioner eksemplarer i 2017.
- Mahalia Jackson (1956, som "Mary's Little Boy Child")
- Nina & Frederik (1957)
- Jim Reeves (1963)
- Andy Williams (1965) på albummet Merry Christmas og (1997) på We Need a Little Christmas
- Rolf Harris (1970)
- Boney M (1978, som "Mary's Boy Child – Oh My Lord")
- John Denver (1990) på albummet Christmas Like a Lullaby
- Tom Jones (1993) på David Fosters album The Christmas Album
- Carola (1999) på albummet Jul i Betlehem
- The Three Degrees (2001) på albummet The Three Degrees Christmas Collection

Desuden er sangen oversat til en række sprog og blandt andet indspillet af:
- Kikki Danielsson (1987 som "Det hände sig för länge sen") på albummet Min barndoms jular
- Tommy Körberg (1989 som "Himlens hämlighet") på albummet Julen är här
- Tarja Turunen (som "Marian poika")